# Шегенська сільська адміністрація
Шеге́нська сільська адміністрація (каз. Шеген ауылдық әкімдігі, рос. Шегенская сельская администрация) — адміністративна одиниця у складі Джангельдинського району Костанайської області Казахстану. Адміністративний центр та єдиний населений пункт — село Шеген.
Населення — 436 осіб (2021; 765 у 2009, 1096 у 1999, 1509 у 1989).
Станом на 1989 рік існувала Амангельдинська сільська рада (села Бейсенбай, Каракудук, Каргали, Кумколь, Станція), з 1993 року — Амангельдинський сільський округ. Село Кумколь було ліквідоване 2007 року, 2017 року — село Каргали, Амангельдинський сільський округ перетворено в сільську адміністрацію.

## Склад
До складу адміністрації входять такі населені пункти:
| Населений пункт | Старі назви | Населення, осіб (1989) | Населення, осіб (1999) | Населення, осіб (2009) | Населення, осіб (2021) |
| --------------- | ----------- | ---------------------- | ---------------------- | ---------------------- | ---------------------- |
| Бейсенбай, село | -           | 261                    | 0                      | -                      | -                      |
| Каракудук, село | -           | 136                    | -                      | -                      | -                      |
| Каргали, село   | -           | 185                    | 141                    | 108                    | -                      |
| Кумколь, село   | -           | 162                    | 53                     | -                      | -                      |
| Ханзада, село   | -           | -                      | 0                      | -                      | -                      |
| Шеген, село     | Станція     | 765                    | 902                    | 657                    | 436                    |